# Kościół Matki Boskiej Częstochowskiej i św. Kazimierza w Mońkach
Kościół Matki Boskiej Częstochowskiej i św. Kazimierza w Mońkach – rzymskokatolicki kościół parafialny położony w metropolii białostockiej w Mońkach. Parafia została erygowana w 1920 r.

## Historia

### Pierwszy kościół
W związku z budową linii kolejowej łączącej Białystok z Królewcem powstała stacja kolejowa Mońki, a przy niej osada. Po zakończeniu I wojny światowej ks. Mieczysław Małynicz-Malicki rozpoczął budowę murowanej plebanii oraz kościoła pw. Matki Boskiej Częstochowskiej. Budulec – cegła ceramiczna pochodziła ze zlikwidowanych po wojskach carskich koszarach z Hornostaj oddalonych od miejsca budowy o 2 km.

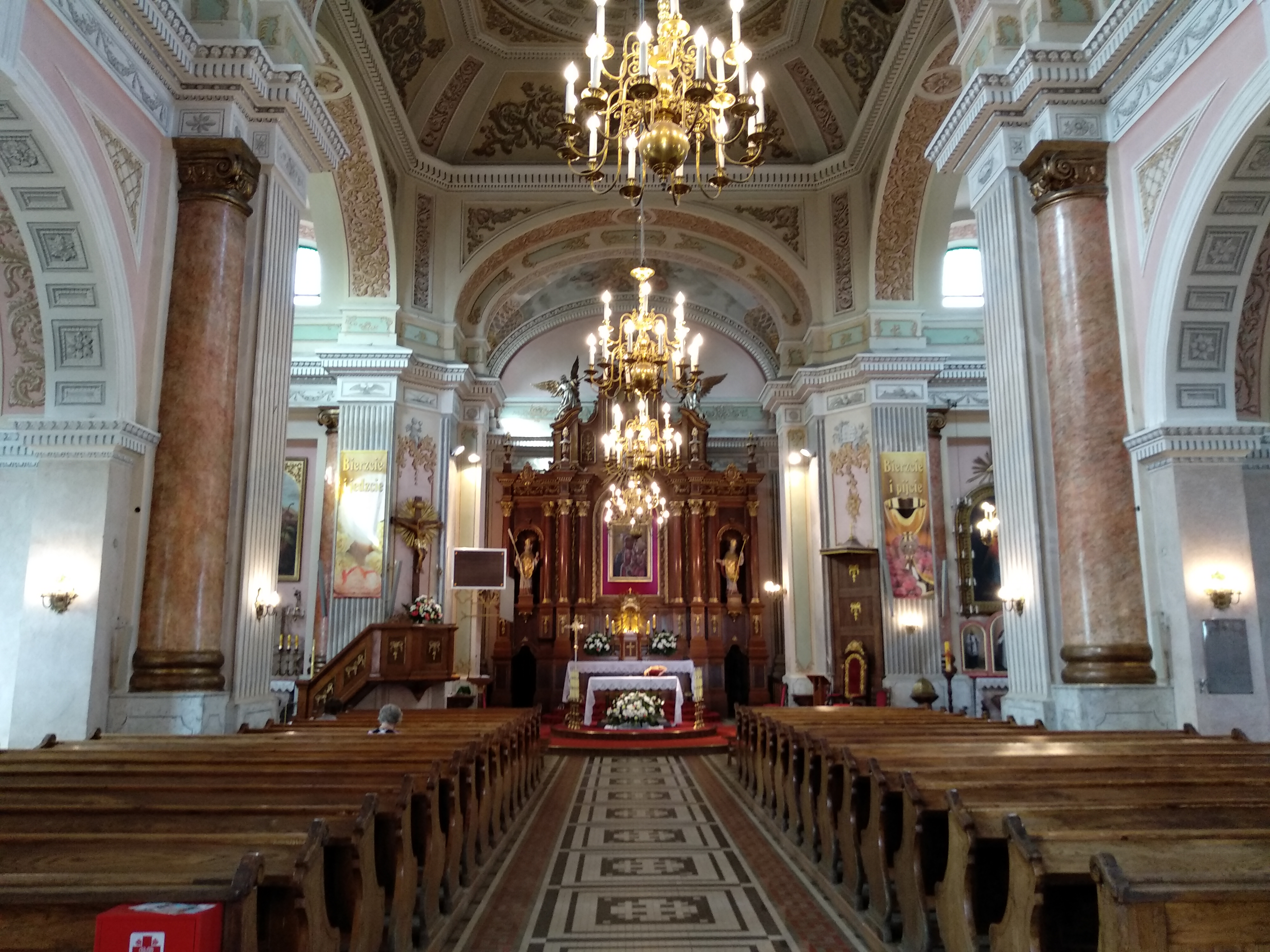
Wnętrze świątyni

W roku 1920 erygowano nowa parafię, co było spowodowane znacznym rozwojem osady znajdującej się wokół stacji kolejowej. Od roku 1925 dalszymi pracami budowlanymi kierował ks. Cyprian Łozowski. Neorenesansowa świątynia została wzniesiona według projektu warszawskiego architekta Stefana Szyllera. W dniu 13 czerwca 1931 roku kościół został konsekrowany przez arcybiskupa metropolitę wileńskiego Romualda Jałbrzykowskiego. Pod koniec II wojny światowej w roku 1944 wycofujące się wojska niemieckie zburzyły kościół.

### Obecny kościół
Po wojnie obowiązywał zakaz ówczesnych władz PRL-owskich odbudowy zniszczonego kościoła aż do roku 1957, dlatego też nabożeństwa odbywały się w kaplicy pw. św. Kazimierza na plebanii. W roku 1957 uzyskano zgodę na odbudowę świątyni według zachowanych przedwojennych planów na pozostałych niezniszczonych fundamentach wykonanych na zaprawie wapiennej z kamienia polnego, natomiast fundamenty pod filary były wzmocnione betonem.
Mury odbudowanego kościoła zostały poświęcone w dniu 9 września 1960 r. Wykończenie (polichromia) wnętrza kościoła parafialnego trwała do roku 1966. 9 czerwca dokonano uroczystego odsłonięcia obrazu Matki Boskiej Częstochowskiej. W dniu 12 czerwca 1966 r. konsekracji odbudowanej świątyni dokonał bp Władysław Suszyński.

## Rys architektoniczny
Kościół orientowany zbudowany na planie krzyża łacińskiego o trójnawowym bazylikowym, dwuprzęsłowym korpusie z wydzielonym transeptem. Ramiona transeptu zakończone są kaplicami otwartymi ku nawie głównej zamknięte półkoliście. Nawy boczne zakończone kwadratowymi 2-kondygnacyjnymi przedsionkami, pomiędzy którymi umieszczona jest 6-kondygnacyjna wieża – dzwonnica, z wnęką od (frontonu) na wysokości drugiej kondygnacji, w której umieszczony jest obraz mozaikowy Matki Boskiej Częstochowskiej. Na osi wieży znajduje się chór podsklepiony krzyżowo otwarty na nawę główną półkolistą arkadą, natomiast na osi naw bocznych znajdują się ołtarze boczne, w których mieszone są obrazy: Świętej Rodziny, św. Judy Tadeusza, Matki Boskiej Nieustającej Pomocy i Jezusa Miłosiernego.
Bryłę kościoła tworzy zespół prostopadłościanów; trzy dolne kondygnacje na rzucie kwadratów natomiast pozostałe górne (kondygnacje) ośmioboczne. Fasada kościoła pięcioprzęsłowa, elewacje boczne o podziałach ramowych, rozczłonkowane pilastrami z fryzem nad okapem. Kubatura budynku wynosi 6329 m³ natomiast powierzchnia użytkowa kościoła 465 m². Sklepienie stropu wykonane systemem Kleina typu żeberkowego wzmocnione dźwigarami stalowymi nad transeptem w pozostałej części wypełnione tylko cegłą. Dach jest pokryty blachą ocynkowaną, nad nawą główną dwuspadowy, a nad nawami bocznymi jednospadowy z naczółkami. Natomiast nad zakrystią i skarbcem dach dwupołaciowy, a nad kaplicami trójpołaciowe.
Ołtarz główny – znajduje się w prezbiterium na wysokości, którego znajduje się ambona, a po przeciwnej stronie krzesło celebransa. Układ prezbiterium jest wzbogacony ambitem, a w apsydioli umieszczony jest obraz Matki Boskiej Częstochowskiej, a pod nim znajduje się tabernakulum z Najświętszym Sakramentem.